# نهر سابوتيه
نهر سابوتيه هو نهر في جنوب سومطرة، إندونيسيا.